# Берёзовка (Волчанский сельский округ)
Берёзовка (каз. Берёзовка) — село в Шемонаихинском районе Восточно-Казахстанской области Казахстана, входит в состав Волчанского сельского округа. Код КАТО — 636837200.

## География
Село расположено в центральной части Шемонаихинского района, к северо-западу от административного центра сельского округа села Волчанка, в 14 километрах к востоку от районного центра города Шемонаиха.  Ближайшая железнодорожная станция Шемонаиха — расположена в 17 километрах к западу от села (по дороге — 22,2 км). Соседние населённые пункты: Волчанка к юго-востоку, Межовка в 6 километрах к западу. Транспортное сообщение осуществляется по автомобильной дороге KF-39 «Шемонаиха — Большая Речка» (36 км). Высота центра населённого пункта — 325 метров над уровнем моря.

## Население
| Численность населения | Численность населения | Численность населения |
| 1989                  | 1999                  | 2009                  |
| --------------------- | --------------------- | --------------------- |
| 347                   | ↘317                  | ↘274                  |

Процентное соотношение численно-преобладающих национальностей согласно переписи 1989 года:
| Национальность | Процентное соотношение |
| -------------- | ---------------------- |
| Русские        | 64 %                   |
| Немцы          | 30 %                   |
| Другие         | 6 %                    |